# Martin Matoušek
Martin Matoušek (* 2. května 1995 Praha) je český fotbalový záložník. Od července 2018 působí v Hradci Králové.

## Kariéra
Matoušek je odchovancem pražské Sparty. V červenci 2012 byl poslán na půlroční hostování do druholigového Graffinu Vlašim. Odehrál zde 10 ligových utkání a vstřelil jeden gól. Debut v A-týmu Sparty odehrál 4. května 2016 v odvetě semifinále proti Jablonci v neslavném utkání, kde Sparta kvůli šetření hráčů nastoupila s juniory a dorostenci. Prvoligový debut odehrál 7. května 2017 proti Slovanu Liberec, když v nastavení vystřídal kapitána Sparty Lafatu. To byly ale jeho jediné dva starty za letenský tým, v červenci 2018 přestoupil do Hradce Králové.